# Tetoiu (gmina)
Tetoiu – gmina w Rumunii, w okręgu Vâlcea. Obejmuje miejscowości Băroiu, Budele, Măneasa, Nenciulești, Popești, Tetoiu i Țepești. W 2011 roku liczyła 2683 mieszkańców.